# Balie Swart
Pour les articles homonymes, voir Swart.
Pas d'image ? Cliquez ici

a Compétitions nationales et continentales officielles uniquement.

b Matchs officiels uniquement.
Dernière mise à jour le 25 février 2023.
Izak Stephanus de Villiers Swart, plus connu comme Balie Swart, né le 18 mai 1964 à Malmesbury (Afrique du Sud), est un ancien joueur de rugby à XV sud-africain qui a joué avec l'équipe d'Afrique du Sud entre 1993 et 1996. 
Il évoluait comme pilier (1,85 m pour 109 kg).
Il a gagné la Coupe du monde 1995.
Après avoir été entraîneur-adjoint d'Ebbw Vale et des Sharks, il est devenu responsable du centre de formation des Sharks.

## Carrière

### En club
- Ebbw Vale RFC 1989-1990
- Association sportive Mérignac rugby 1990-1991

### En province
- Western Province 1987-1991
- Transvaal 1991-1999
- Cats 1997-1998

### Avec les Springboks
Il a effectué son premier test match avec les Springboks le 31 juillet 1993 à l’occasion d’un match contre l'équipe d'Australie (victoire 19-12).

## Palmarès

### Avec les Springboks
- 16 sélections
- Sélections par année : 5 en 1993, 4 en 1994, 6 en 1995, 1 en 1996.

### Coupe du monde
- 1995: champion du monde, 4 sélections (Australie, Samoa, France, Nouvelle-Zélande).